# LIFE is...
LIFE is...（中譯：生命之歌）是日本男歌手平井堅的第五張原創專輯，日本地區於2003年1月22日發行。發行首周空降Oricon日本公信榜冠軍，登場回數89周，總銷量超過80萬張，獲得日本唱片協會百萬唱片認證。

## 概述
- 距離上一張原創專輯『gaining through losing』約一年六個月的第五張原創專輯。
- 收錄了上一張原創專輯『gaining through losing』後發行的所有單曲「Missin' you ～It will break my heart～」、「Strawberry Sex」、「古老的大鐘」、「Ring」，以及兩首c/w曲「ex-girlfriend」、「somebody's girl」。
- ORICON日本公信榜登場回數89周，是自身登場回數最多的原創專輯。
- 音樂錄影帶DVD『Ken Hirai Films Vol.5』同時發行。

## 單曲銷量
- Missin' you ～It will break my heart～：ORICON最高第4名。銷量約11.5萬張
- Strawberry Sex：ORICON最高第13名。銷量約4.9萬張
- 古老的大鐘：ORICON最高第1名。銷量約77.2萬張
- Ring：ORICON最高第1名。銷量約32.2萬張

## 收錄曲

### CD
1. Strawberry Sex
  - 作詞：多田塚、平井堅／作曲：中野雅人、平井堅／編曲：中野雅仁
  - HONDA「That's」電視廣告曲
2. REVOLVER
  - 作詞：平井堅、Sean Garren／作曲：T.KURA、Sean Garren／編曲：T.KURA
3. ex-girlfriend
  - 作詞：平井堅／作曲・編曲：村山普一郎
4. Ring
  - 作詞・作曲：平井堅／編曲：富田惠一
  - 日本電視台連續劇「心理醫生」主題歌
5. Come Back
  - 作詞：平井堅、Angie Irons／作曲：Angie Irons、T.KURA／編曲：T.KURA
6. somebody's girl
  - 作詞：藤林聖子／作曲・編曲：URU
7. I'm so drunk
  - 作詞・作曲：平井堅／編曲：AKIRA
8. Missin' you ～It will break my heart～
  - 作詞：平井堅／作曲・編曲：Babyface
9. 世界上最愛的就是妳？
  - 作詞：平井堅／作曲・編曲：Makoto Kuriya
10. Memories
  - 作詞：平井堅、鈴木大／作曲：MATALLY
11. LIFE is...
  - 作詞・作曲：平井堅／編曲：鈴木大
  - 任天堂「Fire Emblem」電視廣告曲
  - TBS電視台連續劇「帥哥醫生」主題歌
12. 古老的大鐘
  - 作詞・作曲：Henry Clay Work／譯詞：保富康午／編曲：龜田誠治
  - NHK 2002年8、9月「大家的歌」
  - au by KDDI「EZ配信」電視廣告曲
  - 2003年第第75屆選拔高等學校棒球大會（日语：第75回選抜高等学校野球大会）開會式入場曲